# Évêque de Guildford

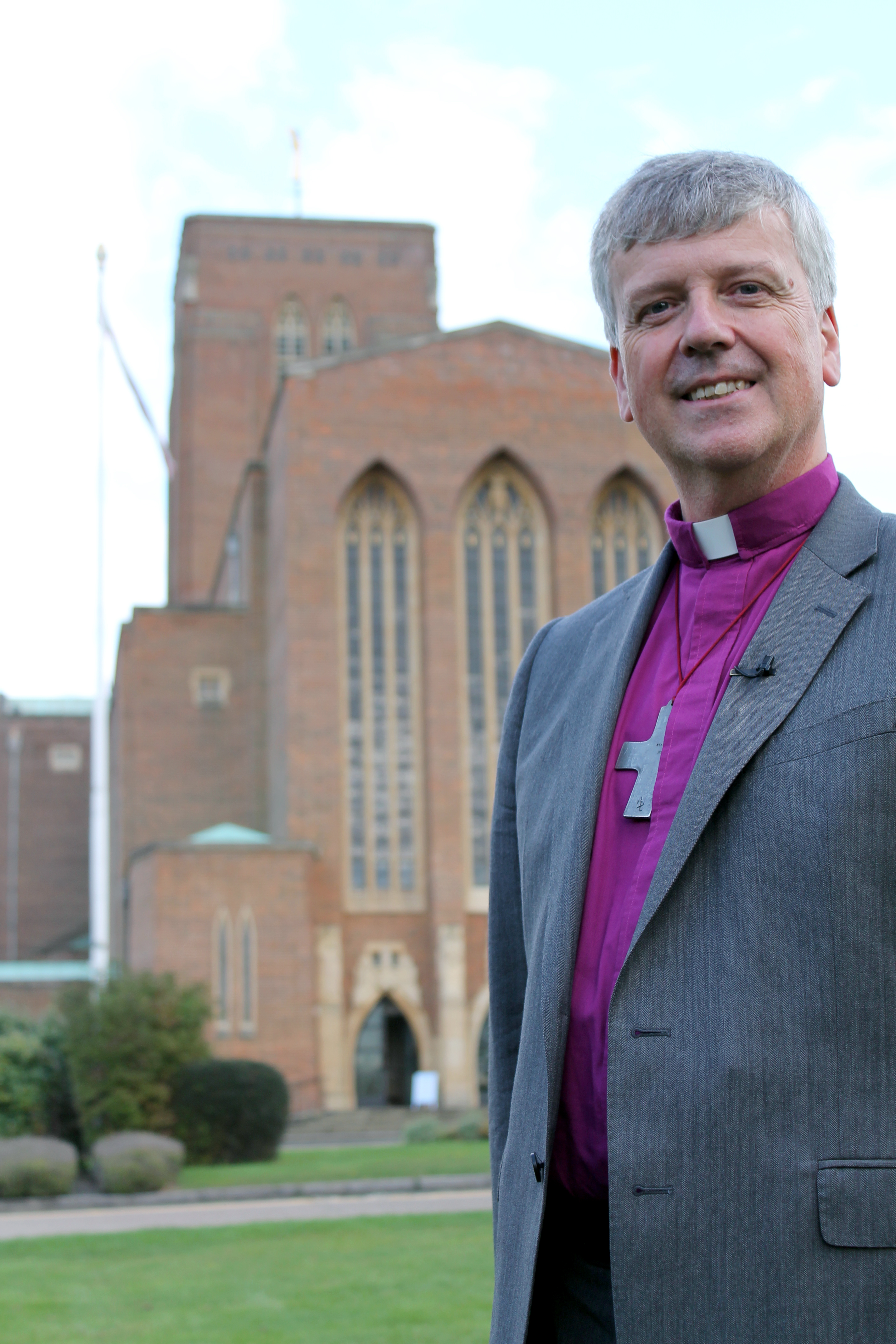
Andrew Watson, l’actuel évêque de Guildford

L'évêque de Guildford est un prélat de l'Église d'Angleterre. Il dirige le diocèse de Guildford, dans la province de Cantorbéry. Son siège est la cathédrale de Guildford.

## Liste des évêques de Guildford

### Évêques suffragants
- 1874-1879 : John Utterton
- 1888-1909 : George Sumner
- 1909-1927 : John Randolph

### Évêques diocésains
- 1927-1934 : John Greig
- 1934-1949 : John Macmillan
- 1949-1956 : Henry Campbell
- 1956-1960 : Ivor Watkins
- 1961-1973 : George Reindorp
- 1973-1982 : David Brown
- 1983-1994 : Michael Adie
- 1994-2004 : John Gladwin
- 2004-2014 : Christopher Hill
- depuis 2014 : Andrew Watson